# Final de la Liga de Campeones de la UEFA 1995-96
La final de la Liga de Campeones de la UEFA 1995-96 se disputó el día 22 de mayo de 1996 en el Estadio Olímpico de Roma, Italia. Fue la 42ª edición de la final de la competición y los equipos que la disputaron fueron el Ajax Ámsterdam y la Juventus con resultado de 1-1 en el tiempo reglamentario y de 4 a 2 en la tanda de penaltis favorable a los turineses, que lograron su segunda Copa de Europa.

## Partido
| 1     | POR   | Edwin van der Sar |     |
| 2     | DEF   | Sonny Silooy      |     |
| 3     | DEF   | Danny Blind       |     |
| 5     | DEF   | Winston Bogarde   |     |
| 4     | MED   | Frank de Boer     | 69' |
| 6     | MED   | Ronald de Boer    | 91' |
| 8     | MED   | Edgar Davids      |     |
| 10    | MED   | Jari Litmanen     |     |
| 7     | DEL   | Finidi George     |     |
| 9     | DEL   | Nwankwo Kanu      |     |
| 11    | DEL   | Kizito Musampa    | 46' |
| D. T. | D. T. | Louis van Gaal    |     |

| 1     | POR   | Angelo Peruzzi       |     |
| 4     | DEF   | Moreno Torricelli    |     |
| 2     | DEF   | Ciro Ferrara         |     |
| 5     | DEF   | Pietro Vierchowod    |     |
| 3     | DEF   | Gianluca Pessotto    |     |
| 8     | MED   | Antonio Conte        | 44' |
| 6     | MED   | Paulo Sousa          | 57' |
| 7     | MED   | Didier Deschamps     |     |
| 11    | DEL   | Fabrizio Ravanelli   | 77' |
| 9     | DEL   | Gianluca Vialli      |     |
| 10    | DEL   | Alessandro del Piero |     |
| D. T. | D. T. | Marcello Lippi       |     |

| 15 | DEL | Patrick Kluivert | 46' |
| 13 | MED | Arnold Scholten  | 69' |
| 16 | MED | Nordin Wooter    | 91' |

| 14 | MED | Vladimir Jugović | 44' |
| 15 | MED | Angelo Di Livio  | 57' |
| 16 | DEL | Michele Padovano | 77' |

| 41' | Jari Litmanen | 1:1 |

| 13' | Fabrizio Ravanelli | 1:0 |

| No · Sí · Sí · No | Edgar Davids Jari Litmanen Arnold Scholten Sonny Silooy | 0:0 1:1 2:2 2:3 |

| Sí · Sí · Sí · Sí | Ciro Ferrara Gianluca Pessotto Michele Padovano Vladimir Jugović | 0:1 1:2 2:3 2:4 |

| 22' · 83' · 92' | Finidi George Danny Blind Nordin Wooter |

| 50' · 87' · 102' · 106' | Vladimir Jugović Didier Deschamps Moreno Torricelli Angelo Di Livio |

| Principal  | Manuel Díaz Vega         |
| Asistentes | Joaquín Olmos González   |
|            | Manuel Fernando Tresaco  |
| Cuarto     | José María García-Aranda |

|                    |   |   |
| Tiros              | 0 | 0 |
| Tiros a puerta     | 0 | 0 |
| Faltas             | 0 | 0 |
| Saques de esquina  | 0 | 0 |
| Fueras de juego    | 0 | 0 |
| Posesión del balón | 0 | 0 |

| Alineación inicial |

| 1     | POR   | Edwin van der Sar |     |
| 2     | DEF   | Sonny Silooy      |     |
| 3     | DEF   | Danny Blind       |     |
| 5     | DEF   | Winston Bogarde   |     |
| 4     | MED   | Frank de Boer     | 69' |
| 6     | MED   | Ronald de Boer    | 91' |
| 8     | MED   | Edgar Davids      |     |
| 10    | MED   | Jari Litmanen     |     |
| 7     | DEL   | Finidi George     |     |
| 9     | DEL   | Nwankwo Kanu      |     |
| 11    | DEL   | Kizito Musampa    | 46' |
| D. T. | D. T. | Louis van Gaal    |     |

| 1     | POR   | Angelo Peruzzi       |     |
| 4     | DEF   | Moreno Torricelli    |     |
| 2     | DEF   | Ciro Ferrara         |     |
| 5     | DEF   | Pietro Vierchowod    |     |
| 3     | DEF   | Gianluca Pessotto    |     |
| 8     | MED   | Antonio Conte        | 44' |
| 6     | MED   | Paulo Sousa          | 57' |
| 7     | MED   | Didier Deschamps     |     |
| 11    | DEL   | Fabrizio Ravanelli   | 77' |
| 9     | DEL   | Gianluca Vialli      |     |
| 10    | DEL   | Alessandro del Piero |     |
| D. T. | D. T. | Marcello Lippi       |     |

| 15 | DEL | Patrick Kluivert | 46' |
| 13 | MED | Arnold Scholten  | 69' |
| 16 | MED | Nordin Wooter    | 91' |

| 14 | MED | Vladimir Jugović | 44' |
| 15 | MED | Angelo Di Livio  | 57' |
| 16 | DEL | Michele Padovano | 77' |

| 41' | Jari Litmanen | 1:1 |

| 13' | Fabrizio Ravanelli | 1:0 |

| No · Sí · Sí · No | Edgar Davids Jari Litmanen Arnold Scholten Sonny Silooy | 0:0 1:1 2:2 2:3 |

| Sí · Sí · Sí · Sí | Ciro Ferrara Gianluca Pessotto Michele Padovano Vladimir Jugović | 0:1 1:2 2:3 2:4 |

| 22' · 83' · 92' | Finidi George Danny Blind Nordin Wooter |

| 50' · 87' · 102' · 106' | Vladimir Jugović Didier Deschamps Moreno Torricelli Angelo Di Livio |

| Principal  | Manuel Díaz Vega         |
| Asistentes | Joaquín Olmos González   |
|            | Manuel Fernando Tresaco  |
| Cuarto     | José María García-Aranda |

|                    |   |   |
| Tiros              | 0 | 0 |
| Tiros a puerta     | 0 | 0 |
| Faltas             | 0 | 0 |
| Saques de esquina  | 0 | 0 |
| Fueras de juego    | 0 | 0 |
| Posesión del balón | 0 | 0 |

| Alineación inicial |

| 1     | POR   | Edwin van der Sar |     |
| 2     | DEF   | Sonny Silooy      |     |
| 3     | DEF   | Danny Blind       |     |
| 5     | DEF   | Winston Bogarde   |     |
| 4     | MED   | Frank de Boer     | 69' |
| 6     | MED   | Ronald de Boer    | 91' |
| 8     | MED   | Edgar Davids      |     |
| 10    | MED   | Jari Litmanen     |     |
| 7     | DEL   | Finidi George     |     |
| 9     | DEL   | Nwankwo Kanu      |     |
| 11    | DEL   | Kizito Musampa    | 46' |
| D. T. | D. T. | Louis van Gaal    |     |

| 1     | POR   | Angelo Peruzzi       |     |
| 4     | DEF   | Moreno Torricelli    |     |
| 2     | DEF   | Ciro Ferrara         |     |
| 5     | DEF   | Pietro Vierchowod    |     |
| 3     | DEF   | Gianluca Pessotto    |     |
| 8     | MED   | Antonio Conte        | 44' |
| 6     | MED   | Paulo Sousa          | 57' |
| 7     | MED   | Didier Deschamps     |     |
| 11    | DEL   | Fabrizio Ravanelli   | 77' |
| 9     | DEL   | Gianluca Vialli      |     |
| 10    | DEL   | Alessandro del Piero |     |
| D. T. | D. T. | Marcello Lippi       |     |

| 15 | DEL | Patrick Kluivert | 46' |
| 13 | MED | Arnold Scholten  | 69' |
| 16 | MED | Nordin Wooter    | 91' |

| 14 | MED | Vladimir Jugović | 44' |
| 15 | MED | Angelo Di Livio  | 57' |
| 16 | DEL | Michele Padovano | 77' |

| 41' | Jari Litmanen | 1:1 |

| 13' | Fabrizio Ravanelli | 1:0 |

| No · Sí · Sí · No | Edgar Davids Jari Litmanen Arnold Scholten Sonny Silooy | 0:0 1:1 2:2 2:3 |

| Sí · Sí · Sí · Sí | Ciro Ferrara Gianluca Pessotto Michele Padovano Vladimir Jugović | 0:1 1:2 2:3 2:4 |

| 22' · 83' · 92' | Finidi George Danny Blind Nordin Wooter |

| 50' · 87' · 102' · 106' | Vladimir Jugović Didier Deschamps Moreno Torricelli Angelo Di Livio |

| Principal  | Manuel Díaz Vega         |
| Asistentes | Joaquín Olmos González   |
|            | Manuel Fernando Tresaco  |
| Cuarto     | José María García-Aranda |

|                    |   |   |
| Tiros              | 0 | 0 |
| Tiros a puerta     | 0 | 0 |
| Faltas             | 0 | 0 |
| Saques de esquina  | 0 | 0 |
| Fueras de juego    | 0 | 0 |
| Posesión del balón | 0 | 0 |

| Alineación inicial |

| 1     | POR   | Edwin van der Sar |     |
| 2     | DEF   | Sonny Silooy      |     |
| 3     | DEF   | Danny Blind       |     |
| 5     | DEF   | Winston Bogarde   |     |
| 4     | MED   | Frank de Boer     | 69' |
| 6     | MED   | Ronald de Boer    | 91' |
| 8     | MED   | Edgar Davids      |     |
| 10    | MED   | Jari Litmanen     |     |
| 7     | DEL   | Finidi George     |     |
| 9     | DEL   | Nwankwo Kanu      |     |
| 11    | DEL   | Kizito Musampa    | 46' |
| D. T. | D. T. | Louis van Gaal    |     |

| 1     | POR   | Angelo Peruzzi       |     |
| 4     | DEF   | Moreno Torricelli    |     |
| 2     | DEF   | Ciro Ferrara         |     |
| 5     | DEF   | Pietro Vierchowod    |     |
| 3     | DEF   | Gianluca Pessotto    |     |
| 8     | MED   | Antonio Conte        | 44' |
| 6     | MED   | Paulo Sousa          | 57' |
| 7     | MED   | Didier Deschamps     |     |
| 11    | DEL   | Fabrizio Ravanelli   | 77' |
| 9     | DEL   | Gianluca Vialli      |     |
| 10    | DEL   | Alessandro del Piero |     |
| D. T. | D. T. | Marcello Lippi       |     |

| 15 | DEL | Patrick Kluivert | 46' |
| 13 | MED | Arnold Scholten  | 69' |
| 16 | MED | Nordin Wooter    | 91' |

| 14 | MED | Vladimir Jugović | 44' |
| 15 | MED | Angelo Di Livio  | 57' |
| 16 | DEL | Michele Padovano | 77' |

| 41' | Jari Litmanen | 1:1 |

| 13' | Fabrizio Ravanelli | 1:0 |

| No · Sí · Sí · No | Edgar Davids Jari Litmanen Arnold Scholten Sonny Silooy | 0:0 1:1 2:2 2:3 |

| Sí · Sí · Sí · Sí | Ciro Ferrara Gianluca Pessotto Michele Padovano Vladimir Jugović | 0:1 1:2 2:3 2:4 |

| 22' · 83' · 92' | Finidi George Danny Blind Nordin Wooter |

| 50' · 87' · 102' · 106' | Vladimir Jugović Didier Deschamps Moreno Torricelli Angelo Di Livio |

| Principal  | Manuel Díaz Vega         |
| Asistentes | Joaquín Olmos González   |
|            | Manuel Fernando Tresaco  |
| Cuarto     | José María García-Aranda |

|                    |   |   |
| Tiros              | 0 | 0 |
| Tiros a puerta     | 0 | 0 |
| Faltas             | 0 | 0 |
| Saques de esquina  | 0 | 0 |
| Fueras de juego    | 0 | 0 |
| Posesión del balón | 0 | 0 |

| Alineación inicial |

|                   |
| Bandera de Italia |
| Campeón Juventus  |
| 2.do Título       |